# Larling
Larling est un village du Norfolk, en Angleterre.

## Toponymie
Larling est un nom d'origine vieil-anglaise qui désigne la famille ou l'entourage d'un homme nommé *Lyrel, avec le suffixe -ingas qui apparaît dans de nombreux toponymes anglais. Il est attesté pour la première fois sous la forme Lurlinga dans le Domesday Book, compilé en 1086.

## Géographie
Larling est situé dans le sud du Norfolk, à une douzaine de kilomètres au nord-est de la ville de Thetford, dans le district non métropolitain de Breckland. La Thet (en) coule à l'est du village. Administrativement, il forme avec le village voisin de Roudham (en) la paroisse civile de Roudham and Larling (en).

## Histoire
Le Domesday Book indique que le manoir de Larling est partagé en 1086 entre le seigneur anglais Ulfkil et le baron anglo-normand Guillaume de Warenne. Le village compte alors 20 habitants.
La paroisse civile de Larling est abolie le 1er avril 1935 et rattachée à celle de Roudham.

## Culture locale et patrimoine
L'église paroissiale de Larling est dédiée à saint Ethelbert. Les plus anciennes parties du bâtiment remontent au XIIe siècle, avec des ajouts et modifications aux XIVe et XVe siècles. Elle constitue un monument classé de grade I depuis 1958.